# چیزی به نام عشق (فیلم)
چیزی به نام عشق (به انگلیسی: The Thing Called Love) فیلمی محصول سال ۱۹۹۳ و به کارگردانی پیتر باگدانوویچ است. در این فیلم بازیگرانی همچون ریور فینیکس، سامانتا ماتیس، درموت مالرونی، ساندرا بولاک، آنتونی کلارک، دبورا آلن، پم تیلیس و تریشا یروود ایفای نقش کرده‌اند.